# Sione Anga'aelangi
Pas d'image ? Cliquez ici

a Compétitions nationales et continentales officielles uniquement.

b Matchs officiels uniquement.
Dernière mise à jour le 12 juillet 2022.
Sione Anga'aelangi, né le 7 novembre 1988 à Sydney (Australie), est un joueur tongien de rugby à XV évoluant au poste de talonneur.

## Biographie
Après avoir évolué en Nouvelle-Zélande au Karaka RFC puis au Counties Manukau Rugby Union, Sione Anga'aelangi rejoint la Pro D2 en septembre 2016 à Vannes. En avril 2017, il prolonge son contrat d'une saison plus une en option. Gravement blessé en août 2017, il joue peu durant la saison et s'engage au Biarritz olympique en août 2018. Non conservé après une saison, il effectue une période d'essai à Montauban mais s'engage au Stade français en octobre 2019 en tant que joker médical de Rémi Bonfils. 

## Carrière internationale
Né en Nouvelle-Galles du Sud en Australie, il dispose également de la nationalité tongienne. Il connaît sa première sélection avec les Tonga en juin 2016 contre les Fidji en Pacific Cup.